# Ulysses (tàu vũ trụ)
Ulysses là một tàu robot thăm dò không gian không còn hoạt động nữa có nhiệm vụ chính là quay quanh Mặt trời và nghiên cứu nó ở mọi vĩ độ. Nó được phóng vào năm 1990, thực hiện ba lần "quét vĩ độ nhanh" của Mặt trời vào 1994/1995, 2000/2001, và 2007/2008. Thêm nữa, tàu thăm dò nghiên cứu một số sao chổi. Ulysses là một dự án chung của NASA và Cơ quan vũ trụ Châu Âu (ESA) với sự tham gia từ Hội đồng nghiên cứu quốc gia của Canada. Ngày cuối cùng thực hiện nhiệm vụ với Ulysses là ngày 30 tháng 6 năm 2009.
Để nghiên cứu Mặt trời ở mọi vĩ độ, tàu thăm dò cần thay đổi độ nghiêng quỹ đạo của nó và rời khỏi Hoàng đạo – để thay đổi độ nghiêng quỹ đạo của một con tàu vũ trụ thì cần phải có một sự thay đổi lớn ở vận tốc nhật tâm. Tuy nhiên, lượng thay đổi vận tốc cần thiết để đạt được một quỹ đạo nghiêng cao khoảng 80° thì vượt quá khả năng của bất cứ tên lửa đẩy nào. Do đó, để đạt được quỹ đạo mong muốn quanh Mặt trời, một kế hoạch hỗ trợ hấp dẫn quanh Sao Mộc được lựa chọn, nhưng việc gặp Sao Mộc có nghĩa là tàu Ulysses không thể được cấp năng lượng bằng pin mặt trời – tàu thăm dò thay vào đó được cấp năng lượng bởi một máy phát nhiệt điện đồng vị phóng xạ (RTG).
Con tàu vũ trụ ban đầu được đặt tên là Odysseus do chiều dài của nó và quỹ đạo gián tiếp nhằm nghiên cứu các cực mặt trời của nó. Nó được đặt tên lại là Ulysses, bản dịch tiếng La-tinh của "Odysseus" theo yêu cầu của ESA nhằm tôn vinh không chỉ anh hùng thần thoại của Homer mà còn nhằm ám chỉ đến mô tả của Dante trong tác phẩm Inferno của Dante. Ulysses ban đầu được định lịch phóng là vào tháng 5 năm 1986 trên tàu con thoi Challenger trong nhiệm vụ STS-61-F. Do việc không còn tàu Challenger nữa, việc phóng Ulysses bị hoãn lại cho tới 6 tháng 10 năm 1990 trên tàu Discovery (nhiệm vụ STS-41).